# 살충제
살충제(殺蟲劑, 영어: insecticide, 문화어: 벌레잡이약)는 농약의 일종으로 벌레를 죽이는 약이다. 알과 애벌레에 쓰이는 산란제와 구충제를 포함한다. 살충제는 농업, 의학, 산업, 가정에 쓰인다. 이 살충제를 이용하는 것이 농산물을 증가시킬 수 있는 주된 요인 가운데 하나라는 믿음이 있다. 거의 모든 살충제는 생태계를 변형시키는 잠재성을 지니고 있으며, 그 가운데 상당수가 사람에게 해를 미치며 그 밖의 것들은 먹이 사슬에 영향을 미친다.

## 예
| - 알드린 - 클로르데인 - 클로르데콘 - DDT - 디엘드린 - 엔도설판 - 엔드린 - 헵타클로르 - 헥사클로로벤젠 - 린데인 - 메톡시클로르 - 미렉스 - 펜타클로로페놀 - TDE - 아세페이트 - 아진포스메틸 - 벤설라이드 - Chlorethoxyfos - 클로르피리포스 - Chlorpyriphos-methyl - 다이아지논 - 디클로르보스 (DDVP) - 디크로토포스 - 다이메토에이트 - 다이설포톤 - 에토프로폽 - 페나미포스 - 페니트로티온 - 펜티온 - 포스티아제이트 - 말라티온 - 메타아미도포스 - 메티다티온 - 메빈포스 - 모노크로토포스 - 날레드 - 오메토에이트 - 옥시디메톤메틸 - 파라티온 - 파라티온메틸 - 포레이트 - 포살론 - 포스멧 - Phostebupirim - 폭심 - Pirimiphos-methyl - 프로페노포스 - 터부포스 - Tetrachlorvinphos - Tribufos - 트라이클로르폰 - 알디카브 - 벤다이오카브 - 카보퓨란 - 카바릴 - 다이옥사캅 - 페노뷰카브 - 페녹시카브 - 아이소프로카브 - 메토밀 - 옥사밀 - 프로포서 - 2-(1-Methylpropyl)phenyl methylcarbamate | - 알레스린 - 비펜트린 - 사이할로트린, 람다사이할로트린 - 사이퍼메트린 - 사이플루트린 - 델타메트린 - 에토펜프록스 - 펜발러레이트 - 페르메트린 - 페노스린 - 프랄레스린 - 레스메스린 - 테트라메트린 - 트랄로메트린 - 트란스플루트린 - 아세타미프리드 - 클로티아니딘 - 디노테퓨란 - 이미다클로프리드 - Nithiazine - 티아클로프리드 - 티아메톡삼 - 클로란트라닐리프롤 - 사이안트라닐리프롤 - 플루벤디아마이드 - 벤조일우레아 - 디플루벤주론 - 플루페녹수론 - 사이로마진 - 메토프렌 - 하이드로프렌 - 테부페노자이드 - 아나바신 - 아네톨 (mosquito larvae) - Annonin - 뽀뽀나무속 (pawpaw tree seeds) for 이목 (동물) - 아자디라크틴 - 카페인 - Carapa - 신남알데히드 (very effective for killing mosquito larvae) - Cinnamon leaf oil (very effective for killing mosquito larvae) - 아세트산신아밀 (kills mosquito larvae) - 시트랄 - Deguelin - 데리스 - 데리스 (로테논) - 된장풀 (잎, 뿌리) - 유제놀 (mosquito larvae) - 리날로올 - 미리스티신 - 님나무 (아자디라크틴) - 니코틴 - Peganum harmala, seeds (smoke from), root - 오레가노 oil kills beetles Rhizopertha dominica (bug found in stored cereal) - 폴리케티드 - 제충국 - 콰시아 (South American plant genus) - 리아노딘 - 스피노사드 AKA Spinosyn A - Spinosyn D - 테트라노르트리테르페노이드 - 티몰 (controls varroa mite in bee colonies) - 바실러스 스페리쿠스 - 바킬루스 투링기엔시스 - Bacillus thuringiensis aizawi - 바실러스 투린지엔시스 이스라엘렌시스 - Bacillus thuringiensis kurstaki - Bacillus thuringiensis tenebrionis - 핵다면체형성바이러스 - Granulovirus - Lecanicillium lecanii - 규조토 - 붕산염 - 붕사 - 붕산 - 말토덱스트린 |

## 같이 보기
- 종합적 병해충 관리
- 농약
- 구충제